# Aura Celeste Fernández
Aura Celeste Fernández Rodríguez (nacida el 9 de noviembre de 1958 en San Francisco de Macorís, República Dominicana), es una abogada dominicana que ha asumido importantes funciones públicas en la historia reciente de la República Dominicana, desde la coordinación del Comisionado de Apoyo a la Reforma y Modernización de la Justicia de 1997-2000, su desempeño como jueza y miembro titular de la Junta Central Electoral en importantes momentos políticos del país (1994-1997, 2006-2010) y su desempeño como directora de la Escuela Nacional del Ministerio Público y como fundadora y directora de la Escuela de Formación Electoral y del Estado Civil (EFEC) Archivado el 8 de octubre de 2019 en Wayback Machine., importantes centros académicos de educación superior del país. Ha sido además profesora universitaria de Derecho y directora académica en las principales universidades de la República Dominicana y actualmente, desde el año 2004, es presidenta honorífica del Consejo Nacional de Bioética en salud (CONABIOS) de la República Dominicana y abogada en ejercicio en la ciudad de Santo Domingo.

## Primeros años y trayectoria
Aura Celeste Fernández R. nació el 9 de noviembre de 1958 en San Francisco de Macorís. La profesión de abogada - notaria le viene de familia, pues su abuelo, el notario Juan Antonio Fernández Castillo (Guanán), fundador y director de la Filarmónica VERDI, fundó un bufete en la década de los 1930, y su padre, Dr. Abel Enrique Fernández Simó, fue un reconocido jurista y notario de San Francisco de Macorís, miembro fundador del Movimiento 14 de Junio en la dictadura trujillista. Su tío fue el reconocido literato y diplomático dominicano Alfredo Fernández Simó. La familia de su abuela paterna provenía de Reus, Cataluña. Es esposa del abogado, profesor y político dominicano Guillermo Moreno, con quien procreó dos hijos también abogados que ejercen la profesión en los Estados Unidos de América.
Luego de años en el ejercicio privado en el área bancaria, comercial y de tierras, donde se desempeñó como abogada en los bufetes Dr. Abel Fernández Simó y Russin, Vecchi & Heredia Bonnetti y como encargada del departamento legal del Banco y Leasing CONFISA, entre otros, comenzó en 1994 su carrera en el sector público. 
Asumió funciones de Estado como jueza titular de la Junta Central Electoral, en dos períodos (1994-1997) y (2006-2010).
En el período 1997-2000 se desempeñó como  Coordinadora del Comisionado de Apoyo a la Reforma y Modernización de la Justicia, con rango de Secretaria de Estado, desde el cual, entre otras funciones, coordinó las cinco comisiones de reforma de los tres códigos sustantivos del país (el civil, el penal y el comercial) y los de procedimiento (civil y penal), así como, el Programa de Defensa Pública.
Fue Directora de la Escuela Nacional del Ministerio Público, dando inicio a los primeros programas de formación y a la carrera del Ministerio Público, y fue además fundadora y primera coordinadora de la Escuela de Formación Electoral y del Estado Civil (EFEC) Archivado el 8 de octubre de 2019 en Wayback Machine. , ambos importantes centros académicos de educación superior de la República Dominicana en sus respectivas áreas.
Desde el año 2004 hasta la fecha es presidenta honorífica del Consejo Nacional de Bioética en Salud de la República Dominicana (CONABIOS).
Fue miembro de la Comisión de Juristas designada por el poder ejecutivo para la elaboración del borrador de texto que sirvió de base a la Constitución proclamada por el Congreso Nacional en enero de 2010.
A lo largo de su carrera se ha desempeñado como profesora en las escuelas de derecho de la Universidad Nordestana de San Francisco de Macorís, Pontificia Universidad Católica Madre y Maestra, Universidad Nacional Pedro Henríquez Ureña (UNPHU), Universidad Autónoma de Santo Domingo (UASD) y Universidad Iberoamericana (UNIBE), donde ha impartido las asignaturas Derecho Internacional Público, Historia de las Relaciones Internacionales, Técnicas de Investigación Documental y Derecho Electoral. También ha asumido direcciones académicas en distintas universidades.
Actualmente es abogada en ejercicio en la ciudad de Santo Domingo.

## Publicaciones
Es autora de los libros: “Controversias en el Derecho Internacional Público. Análisis del Diferendo Nicaragua- Estados Unidos de América del Norte”;
“Constitución de la República Dominicana de 1994, Conceptuada e Indizada”; “La Constitución de la Nación Dominicana de 1963, Anotada e Indizada”; “La
Constitución de 1963, 40 años Después: Vigencia y Perspectivas”; “Mis Sueños son Sencillos”.

## Reconocimientos
Ha recibido Reconocimientos como: “Hija Meritoria de San Francisco de Macorís” (Concejo Municipal del Ayuntamiento del Municipio); Reconocimiento del Concejo Municipal del Ayuntamiento del Distrito Nacional; Joven sobresaliente (Jaycees 72); Profesora Honoraria de la Universidad Iberoamericana (UNIBE); Premio Independencia Dominicana (comunidad dominicana en Miami, EE. UU.); Distinguida Abogada de las Américas (Federación Interamericana de Abogados); Premio Simón Bolívar por la Democracia y los Derechos Humanos (Departamento de Defensa de los EE. UU.); Supremo de Plata (Jaycees 72);Reconocimiento por la Sala Capitular del Ayuntamiento del Distrito Nacional (1998); Seleccionada para el Programa “Reformas Judiciales” (2001). Sección de Prensa Programas de la Embajada de los Estados Unidos en el país, en el Programa de Visitantes Internacionales; Máximo galardón de la premiación “Gala Francomacorisana” (8.ª Versión) (2005); Reconocimiento de la Procuraduría General de la República: “Por su extraordinaria labor como Directora de la Escuela Nacional del Ministerio Público y sus invaluables aportes en pro del fortalecimiento institucional” (2007); Medalla al Mérito de la Mujer Dominicana, otorgada por el presidente de la República (2007); Premio “Mujeres de Éxito Vestidas de Esperanza 2009”, otorgada por la Fundación Dominicana de la Moda. (2009); Declarada “Huésped Ilustre de Quito, Ecuador” (2009); Reconocimiento de la Revista Mercado, por ser una de las 13 mujeres de más poder y éxito en la República Dominicana, durante los últimos 10 años (2010); Reconocimiento por la Resolución n.º 01-10 del Consejo Nacional de Bioética en Salud (CONABIOS), por “su destacada actitud en defensa de los valores éticos y morales en la República Dominicana” (2010); Reconocimiento del Consejo Universitario de la Universidad Autónoma de Santo Domingo: “Por sus valiosos aportes al desarrollo de la democracia dominicana y su permanente colaboración con esta institución académica” (2010); Reconocimiento del Instituto de Desarrollo Integral Leonardo Da Vinci “por su trayectoria de vida constructiva y por ser ejemplo de valores para la juventud dominicana” (2010); Reconocimiento de la Fundación Cruz Jiminián y de la Fundación de Solidaridad contra los Crímenes la Corrupción y la Impunidad (2011); Certificado de Honor del Colegio de Abogados de la República Dominicana (2013); Reconocimiento de la Escuela Nacional del Ministerio Público (6 de abril de 2017).